# Martin Rothkegel

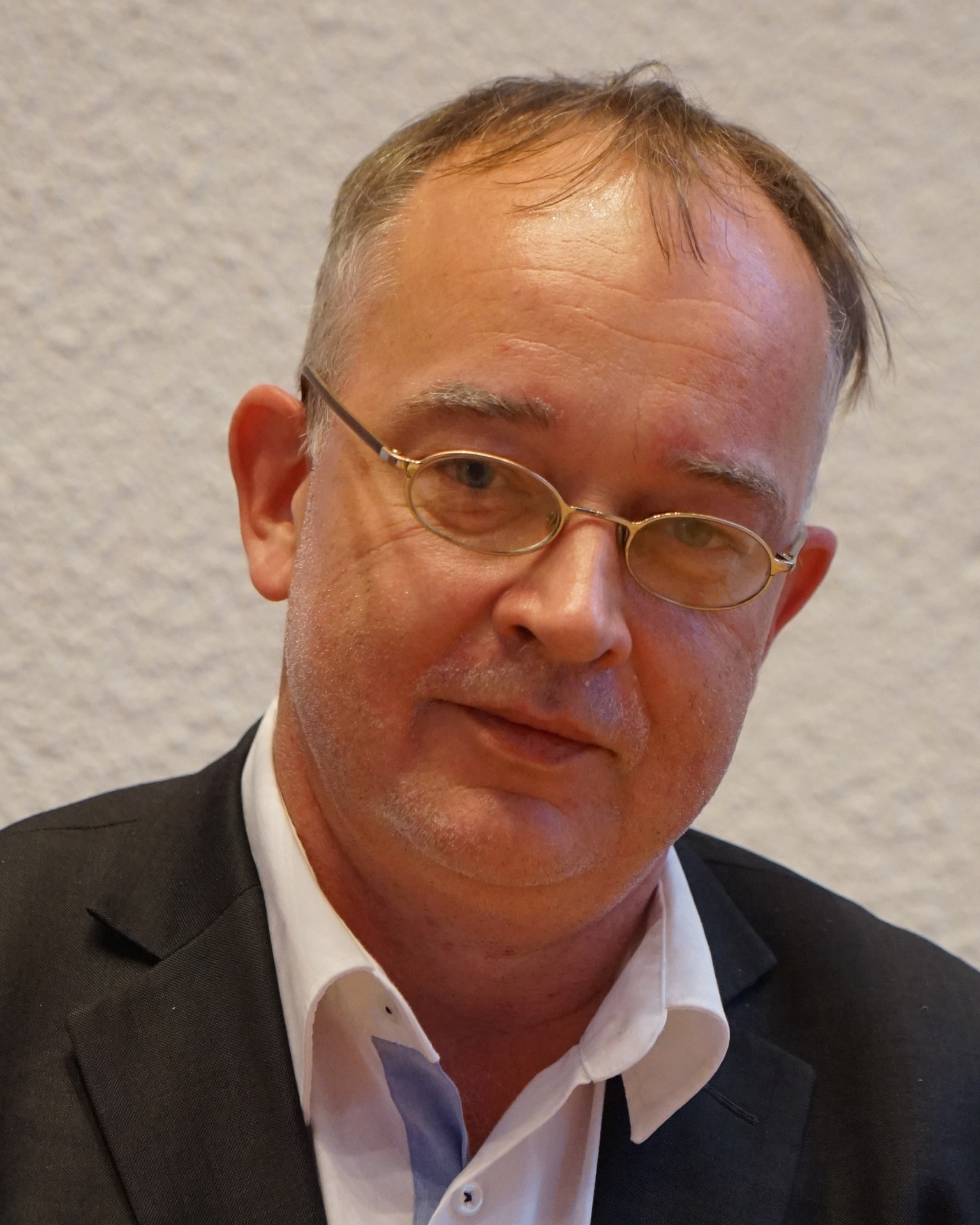
Martin Rothkegel (2021)

Hans Martin Rothkegel (* 1969 in Hamburg) ist ein deutscher evangelisch-freikirchlicher (baptistischer) Theologe und Historiker sowie Professor für Kirchengeschichte an der baptistischen Theologischen Hochschule Elstal.

## Leben
Nach seinem Abitur am Christianeum in Hamburg studierte Rothkegel Griechische und Lateinische Philologie sowie Evangelische Theologie und Pädagogik. Studienorte waren die Universitäten in Hamburg, Thessaloniki, Wien und Prag. Im Anschluss an die erste Staatsprüfung, die er 1996 in Hamburg ablegte, absolvierte er ein postgraduales Studium der Theologie an der Prager Karlsuniversität und wurde dort zum Doktor der Theologie promoviert. Das Thema seiner Dissertation lautete: Die Nikolsburger Reformation 1526–1535: Vom Humanismus zum Sabbatarismus.
Von 2001 bis 2004 war Martin Rothkegel wissenschaftlicher Mitarbeiter der Universität Heidelberg. Anschließend erfolgte eine Anstellung bei der Hamburger Joachim-Jungius-Gesellschaft der Wissenschaften. Dort besorgte er die Herausgabe des umfangreichen Jungius-Briefwechsels. Gleichzeitig arbeitete er an einer weiteren Dissertation mit dem Thema: Die lateinische Korrespondenz des Olmützer Bischofs Stanislaus Thurzó (1471/72–1540). Eingereicht wurde diese Arbeit beim Fachbereich Geschichtswissenschaft und Philosophie der Universität Hamburg, die ihn im Jahr 2005 zum Doktor der Philosophie promovierte.
Nach seiner zweiten Promotion wechselte Rothkegel in den Hamburger Schuldienst und unterrichtete dort als Studienreferendar in den Fächern Latein und Religion. Sein Referendariat schloss er 2007 erfolgreich ab. Von Mai bis August 2007 arbeitete er als wissenschaftlicher Mitarbeiter an der Philipps-Universität Marburg. Zu Beginn des Wintersemesters 2007 trat er als Dozent die Nachfolge des emeritierten Günter Balders an der Theologischen Hochschule Elstal an. 2021 wurde er an der Universität Göttingen habilitiert.
Schwerpunkte seiner Forschung sind unter anderem das historische Täufertum im östlichen Mitteleuropa sowie die Gelehrten- und Wissenschaftsgeschichte der Frühen Neuzeit.

## Veröffentlichungen (Auswahl)
Eine ausführliche Bibliographie Rothkegels findet sich als PDF auf den Seiten der Theologischen Hochschule Elstal.
Monographien
- Der lateinische Briefwechsel des Olmützer Bischofs Stanislaus Thurzó. Eine ostmitteleuropäische Humanistenkorrespondenz der ersten Hälfte des 16. Jahrhunderts (Dissertation Hamburg 2005) (Hamburger Beiträge zur neulateinischen Philologie; 5). Hamburg, Berlin, London 2005 – (Online)
- Mährische Sakramentierer des zweiten Viertels des 16. Jahrhunderts: Matěj Poustevník, Beneš Optát, Johann Zeising (Jan Čížek), Jan Dubčanský ze Zdenína und die Habrovaner (Lulčer) Brüder, Baden-Baden 2005

Editionen
- Der Briefwechsel des Joachim Jungius, Göttingen 2005
- gemeinsam mit Heinold Fast bearbeitet: Briefe und Schriften oberdeutscher Täufer 1527–1555: Das „Kunstbuch“ des Jörg Probst Rotenfelder gen. Maler (Quellen zur Geschichte der Täufer; XVII). Gütersloh 2007
- gemeinsam mit Matthias H. Rauert bearbeitet: Katalog der hutterischen Handschriften und der Drucke aus hutterischem Besitz in Europa (Quellen zur Geschichte der Täufer; XVIII, Teilbände 1 und 2). Gütersloh 2011

Herausgeberschaft
- Bibliotheca dissidentium (Répertoire des non-conformistes religieux des seizième et dix-septième siècles); die Buchreihe wurde von André Séguenny begründet  und befasst sich mit religiösen Nonkonformisten des 16. und 17. Jahrhunderts.
- Gemeinsam mit Andrea Strübind: Baptismus. Geschichte und Gegenwart. Göttingen 2012. ISBN 978-3-525-55009-0

Aufsätze (Auswahl)
- Hutterische Handschriften in Hamburg. In: Mennonitische Geschichtsblätter Nr. 54 (1997), S. 116–152.
- Die Vereinigungsbestrebungen zwischen Hutterern und Sozinianern in der Mitte des 17. Jahrhunderts und ihre Voraussetzungen in den hutterischen Lehrtraditionen. In: Freikirchenforschung 7 (1997), S. 94–101
- Die älteste hutterische Schulordnung: Ein Ordnungszettel von 1558. In: Mennonitische Geschichtsblätter, Nr. 55 (1998), S. 85–105
- Eine Täuferversammlung in der Görlitzer Heide im Jahr 1539. Quellen zur Geschichte des Täufertums in der Oberlausitz im Ratsarchiv Görlitz. In: Zeitschrift für Theologie und Gemeinde 5 (2000), S. 186–197
- Ein Aktenstück zur Biographie Caspar Schwenckfelds, in: Archiv für Reformationsgeschichte 91 (2000), S. 373–376